# Labégude
Labégude ist eine französische Gemeinde mit 1.376 Einwohnern (Stand: 1. Januar 2022) im Département Ardèche in der Region Auvergne-Rhône-Alpes; sie gehört zum Arrondissement Largentière und zum Kanton Aubenas-1. Die Einwohner werden Labégudiens genannt.

## Geographie
Labégude liegt in den nordöstlichen Ausläufern der Cevennen am Fluss Ardèche, der auch die nördliche Gemeindegrenze bildet. Sie ist Teil des Regionalen Naturparks Monts d’Ardèche. Umgeben wird Labégude von Nachbargemeinden Vals-les-Bains im Norden, Ucel im Osten, Aubenas im Südosten, Mercuer im Süden und Westen sowie Prades im Westen.
Durch die Gemeinde führt die Route nationale 102. 

## Bevölkerungsentwicklung
| Jahr                       | 1962 | 1968 | 1975 | 1982 | 1990 | 1999 | 2006 | 2018 |
| Einwohner                  | 1640 | 1784 | 1786 | 1695 | 1401 | 1342 | 1363 | 1375 |
| Quellen: Cassini und INSEE |      |      |      |      |      |      |      |      |